# Grundsteinheim
Grundsteinheim ist ein Stadtteil von Lichtenau in Nordrhein-Westfalen (Deutschland) und gehört zum Kreis Paderborn. Es ist außerdem Teil der Region Bürener Land.
Die alte Postleitzahl von Grundsteinheim ist 4791.

## Geographie

### Geographische Lage

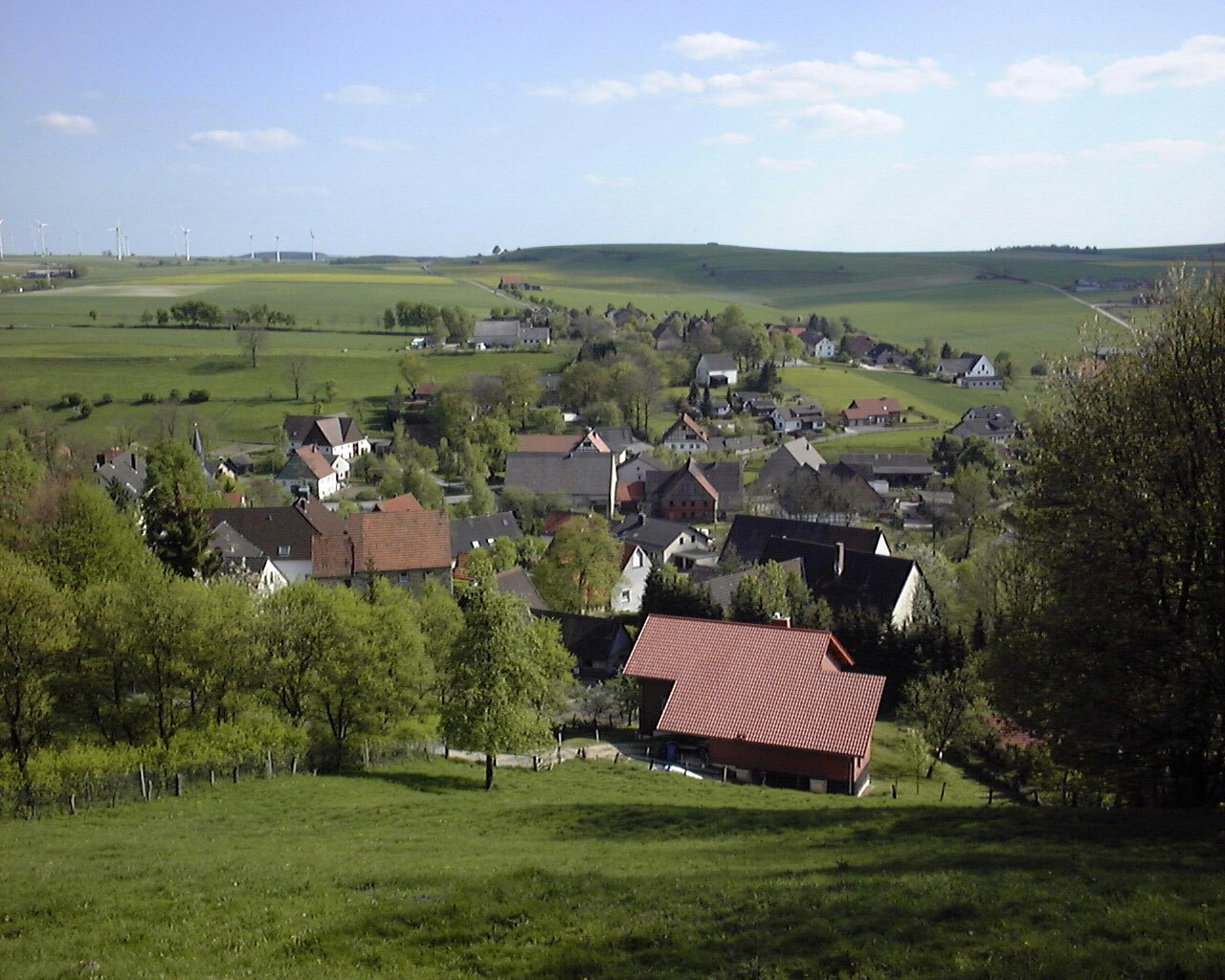
Blick auf Grundsteinheim

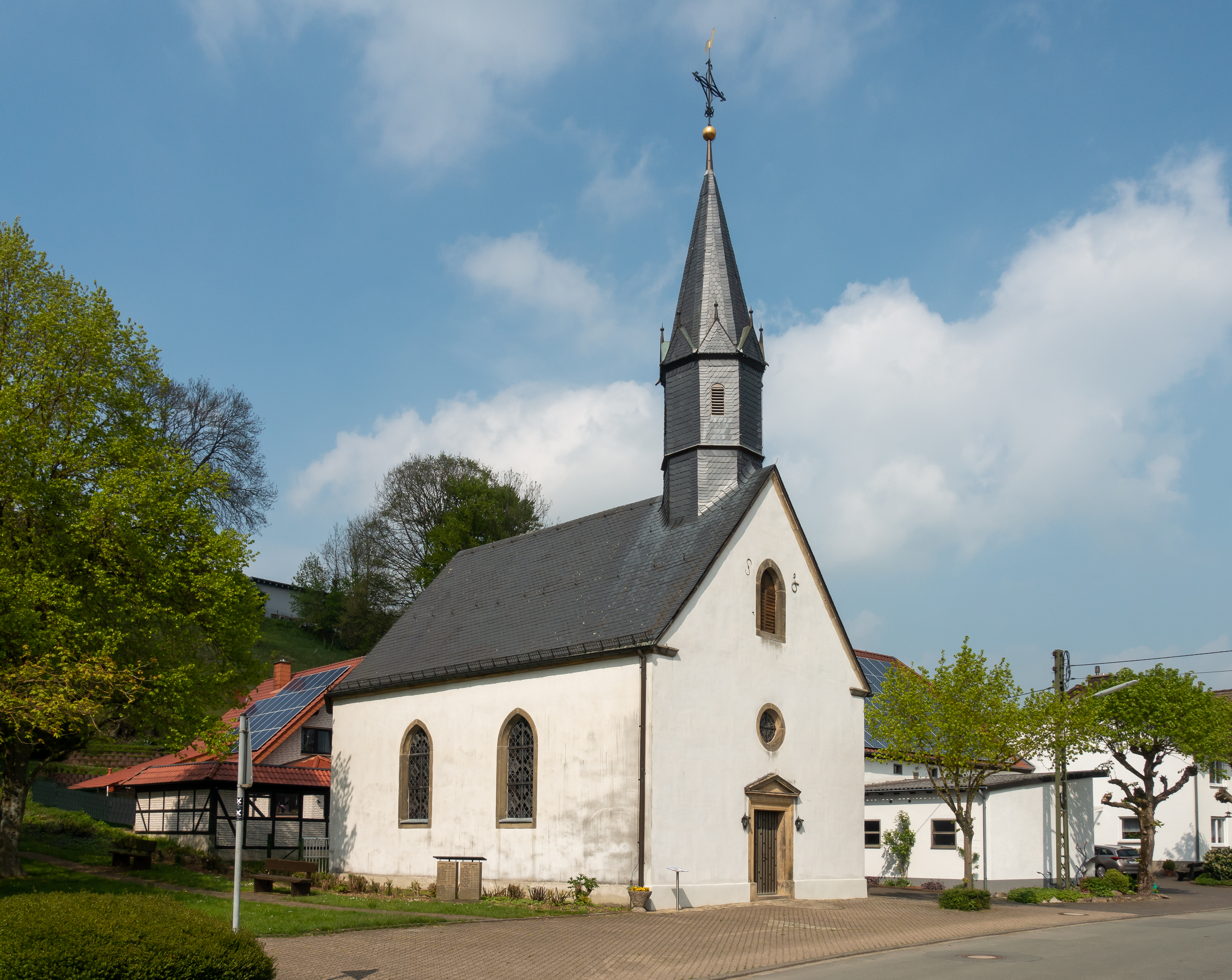
Kapelle St. Luzia

Grundsteinheim liegt auf der Paderborner Hochfläche im Südwestteil des Naturparks Teutoburger Wald / Eggegebirge nördlich der Lichtenauer Kernstadt. Es befindet sich im engen Talbett bzw. am rechten Steilhang der mittleren Sauer, einem Altenau-Zufluss.

### Nachbarortschaften
Im Westen beginnend im Uhrzeigersinn grenzen an Grundsteinheim der Borchener Ortsteil Dörenhagen, der Paderborner Stadtteil Dahl sowie die Lichtenauer Stadtteile Iggenhausen, Asseln, Lichtenau und Ebbinghausen. Diese Orte liegen alle im Kreis Paderborn.

### Klima
Grundsteinheim gehört wie Ostwestfalen-Lippe insgesamt zum ozeanischen Klimabereich Nordwestdeutschlands, dem es geringe Temperaturgegensätze und milde Winter verdankt. Allerdings sind schon kontinentale Einflüsse wirksam. So liegt die Temperatur im Sommer höher und die Nächte sind kühler als in größerer Nähe zur Küste. Die Lage am Rand des Eggegebirges bedingt ein kollines Klima der Hügellandstufe mit kühleren Temperaturen und höherem Niederschlag als in anderen Lagen des Kreisgebiets.

### Hochwasserschutz
Nachdem die an der Sauer gelegenen Ortschaften, wie Grundsteinheim, oftmals von Hochwasser – insbesondere 1965 – betroffen waren, wurde weit oberhalb des Dorfs am Saueroberlauf bei Lichtenau das Hochwasserrückhaltebecken Sudheim (1978–1980) und weit unterhalb der Ortschaft das Hochwasserrückhaltebecken Ebbinghausen (1974–1976) errichtet.

## Geschichte
Der Ursprung Grundsteinheims kann als „heim-Siedlung“ (Steinheim) im 8./9. Jahrhundert angenommen werden. Die erste gesicherte Erwähnung stammt aus dem Jahr 1239 (Stenhem). Grundsteinheim gehörte bis zu den Napoleonischen Kriegen zum Amt Lichtenau im Hochstift Paderborn. Im Königreich Westphalen bildete der Ort von 1807 bis 1813 eine Gemeinde im Kanton Lichtenau im Departement der Fulda. 1816 kam die Gemeinde zum neuen Kreis Büren, in dem sie zum Amt Lichtenau gehörte. Mit Inkrafttreten des Sauerland/Paderborn-Gesetzes wurden die meisten Gemeinden des Amtes Atteln am 1. Januar 1975 mit den Gemeinden des Amtes Lichtenau und somit auch Grundsteinheim zur neuen Stadt Lichtenau zusammengelegt und kamen mit dieser zum Kreis Paderborn. Rechtsnachfolgerin der aufgelösten Ämter Atteln und Lichtenau sowie der Gemeinde Grundsteinheim ist die Stadt Lichtenau.
Am 20. August 2011 feierte Grundsteinheim das 975-jährige Dorfjubiläum (1036–2011).

## Politik

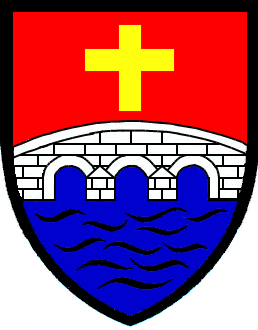
Altes Wappen von Grundsteinheim

Ortsvorsteherin von Grundsteinheim ist Claudia Keiter. Bei der letzten Kommunalwahl 2020 gaben die Bürger Grundsteinheims ihre Stimmen bei der Wahl zum Lichtenauer Stadtrat wie folgt ab:
- CDU 74,91 %
- SPD 11,99 %
- Grüne 8,61 %
- FDP 4,49 %

## Kultur und Sehenswürdigkeiten
Bauwerke:
- Kapelle St. Luzia
- Bogenbrücke

Naturdenkmäler:

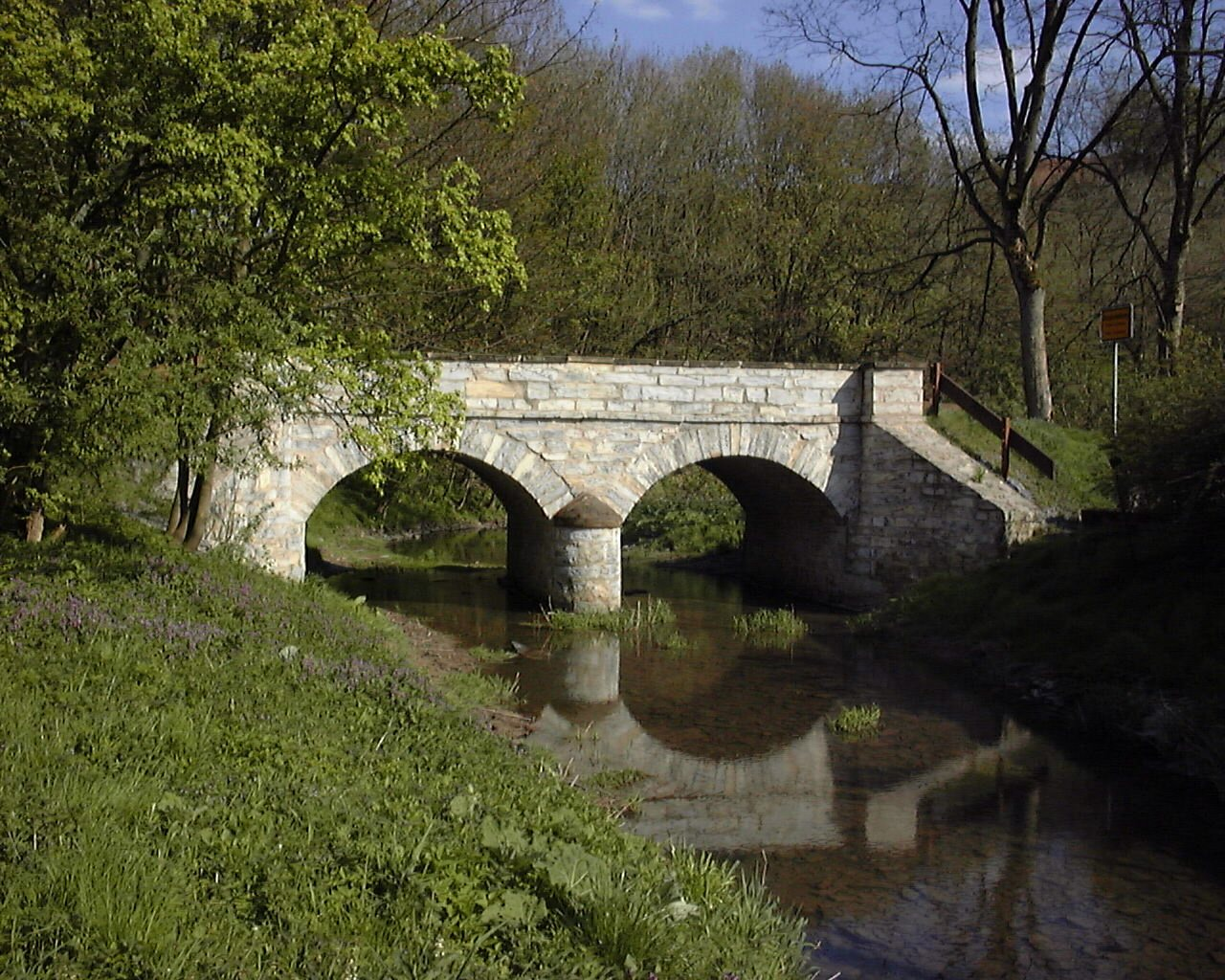
Bogenbrücke

- Spielmannskuhle (15 Meter tiefer Erdfall)
- Steinbruch
- Flusshöhle
- Schwalgen

Regelmäßige Veranstaltungen:
- Schützenfest (jährlich, zu Pfingsten)
- Königsbier
- Winterball
- Pfarrfest
- Karneval